# Шуцешть
Шуцешть, Шуцешті (рум. Șuțești) — село у повіті Бреїла в Румунії. Входить до складу комуни Шуцешть.
Село розташоване на відстані 137 км на північний схід від Бухареста, 41 км на захід від Бреїли, 51 км на південний захід від Галаца.

## Населення
За даними перепису населення 2002 року у селі проживали 4390 осіб.
Національний склад населення села:
| Національність | Кількість осіб | Відсоток |
| -------------- | -------------- | -------- |
| румуни         | 3611           | 82,3%    |
| цигани         | 768            | 17,5%    |
| турки          | 11             | 0,3%     |

Рідною мовою назвали:
| Мова      | Кількість осіб | Відсоток |
| --------- | -------------- | -------- |
| румунська | 4351           | 99,1%    |
| угорська  | 21             | 0,5%     |
| циганська | 18             | 0,4%     |